# شهرستان ووهو
شهرستان ووهو (به لاتین: Wuhu County) یک شهرستان‌های جمهوری خلق چین در چین است که در واها واقع شده‌است.